# Chicoreus brevifrons
Chicoreus brevifrons is een roofzuchtige slakkensoort uit de familie van de Muricidae. De wetenschappelijke naam van de soort werd in 1822 voor het eerst geldig gepubliceerd door Jean-Baptiste de Lamarck.

## Verspreiding
C. brevifrons komt voor in de westelijke centrale Atlantische Oceaan, van het Caraïbisch gebied, de Golf van Mexico, de Antillen tot Brazilië. Deze zeeslak verblijft op slikken in beschermde baaien en lagunes. Het wordt vaak aangetroffen in de buurt van oesterbanken, maar ook in mangrovegebieden.